# Meister der Colmarer Kreuzigung

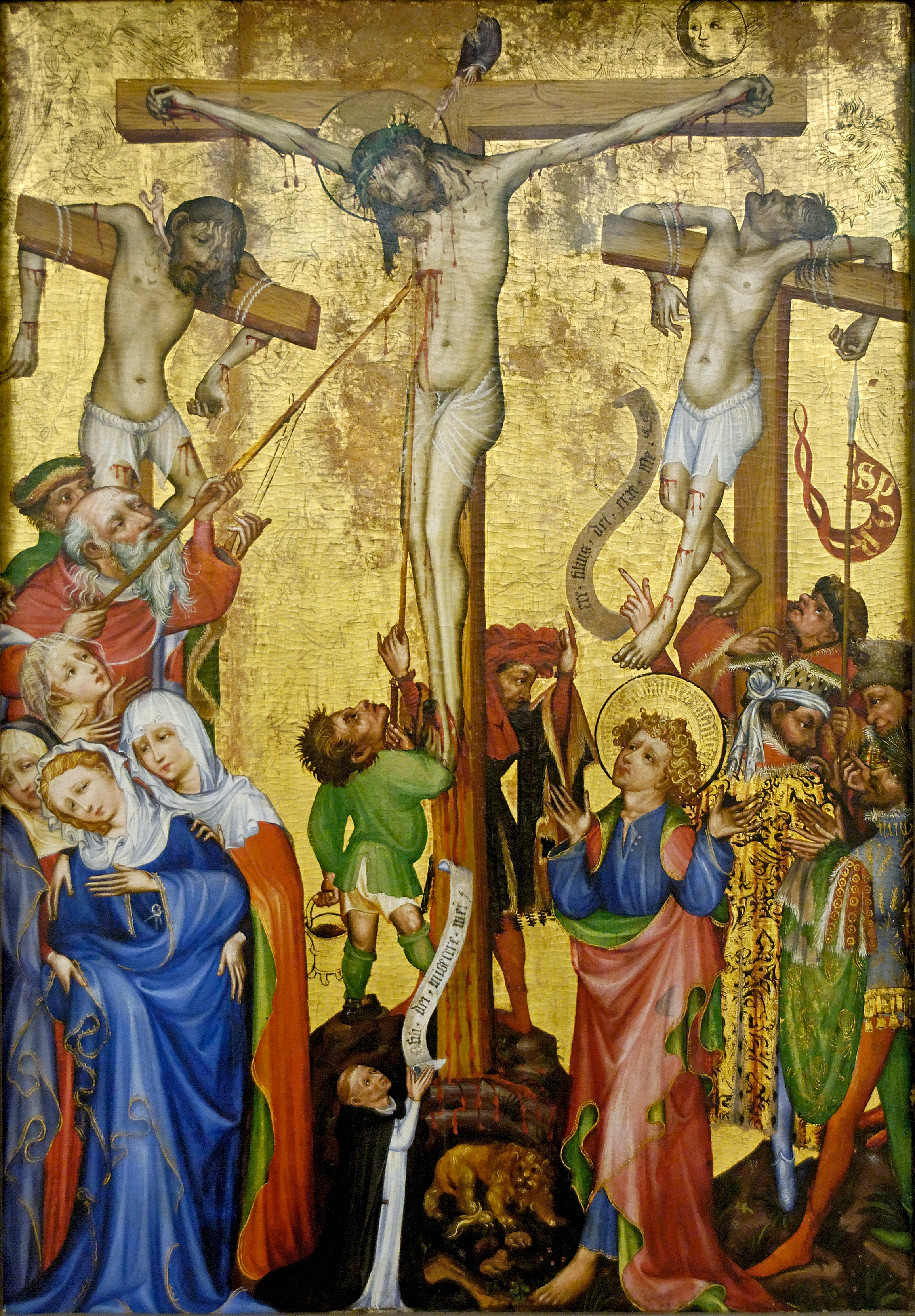
Meister der Colmarer Kreuzigung: Kreuzigung mit Dominikanermönch (Colmarer Kreuzigung). Straßburg, um 1410 – 1415

Mit Meister der Colmarer Kreuzigung wird ein im Mittelalter im Elsass, eventuell in Straßburg tätiger Maler der Gotik benannt. Der namentlich nicht bekannte Künstler schuf um 1410 ein Altarbild, das die Kreuzigung Christi darstellt.
Der Meister ist ein Vertreter des  „weichen Stils“, der sich um 1400 durch die Verbindung verschiedener Stilelemente aus dem westlichen mittelalterlichen Europa vor allem zuerst am Oberrhein entwickelte. Die Darstellung wendet sich ab von der zuvor üblichen statischen und starren Figurensprache und zeigt fließenden Faltenwurf in Kleidung und graziöse Gestik in Figuren und Komposition insgesamt. Der Stil des Meisters erinnert an Buchmalerei im Frankreich des 14. Jahrhunderts.
Im Verlauf der Französischen Revolution wurde das Bild aus der Stiftskirche St. Martin in Colmar entfernt und mit vielen anderen aus Kirchen und Klöstern der Region nach Colmar gebrachten Bildern verwahrt. Später wurde es wie der Isenheimer Altar und der Altar von Bergheim Gründungsbestand des Unterlinden-Museum (fr. Musée d’Unterlinden) in Colmar.
Im Rahmen einer Sonderausstellung im Jahr 2008 wurde der Meister der Colmarer Kreuzigung mit dem von 1399 bis 1438 in Straßburg tätigen Glasmaler, Maler und Buchillustrator Hermann Schadeberg identifiziert.